# Fordaq
 (février 2025).
Motif : Les sources citent, au mieux, Fordaq, mais ne concernent nullement Fordaq. Où sont les sources centrées spécifiquement sur ce quotidien au delà de multiples études en toutes langues qui sont hors sujet ?
- Archive Wikiwix
- Bing
- Cairn
- DuckDuckGo
- E. Universalis
- Gallica
- Google
- G. Books
- G. News
- G. Scholar
- Persée
- Qwant
- (zh) Baidu
- (ru) Yandex
- (wd) trouver des œuvres sur Wikidata

| 1. | Préciser le motif de la pose du bandeau. | Précisez le motif de la pose du bandeau en utilisant la syntaxe suivante : {{admissibilité à vérifier\|date=mars 2025\|motif=remplacez ce texte par le motif}}              |
| 2. | Informer les utilisateurs concernés.     | Pensez à avertir le créateur de l'article, par exemple, en insérant le code ci-dessous sur sa page de discussion : {{subst:avertissement admissibilité à vérifier\|Fordaq}} |

Fordaq est une plateforme de négoce en ligne et un quotidien international d’informations spécialisées sur la filière bois, diffusé en 14 langues dans 191 pays.

## Histoire
Fordaq est un quotidien international d’informations spécialisé sur la filière bois, créé en 2000 à Bruxelles en Belgique. Les informations sont diffusées en 14 langues dans 191 pays,,.
L'entreprise lance en 2003 un site de vente en ligne, au développement limité. Après le rachat en 2006 du site IBH (“Internationale Holzbörse”), un réseau allemand international de négoce du bois créé en 1995 et implémenté en ligne en 1996, soit l'un des premiers sites de vente en ligne, Fordaq devient le premier site spécialisé dans le négoce du bois, où il partage son influence avec le site généraliste chinois Alibaba.

## Description
Fordaq est une « place de marché mondiale de l'industrie du bois ».
Cette plateforme permet l'accès à un annuaire, à des informations quotidiennes en ligne, à des agendas de ventes de bois en Europe, résultats des ventes, information sur les foires et salons du bois,.
Des analyses et études sont également constituées pour donner des tendances sur les secteurs de la filière bois sur la scène mondiale,,,. Les analyses sont reprises et déployées à travers des médias spécialisés et économiques,,,,,.
C'est aussi une source de données douanières et réglementaires au niveau mondial,.